# Belalcázar (Andalusië)
Belalcázar is een gemeente in de Spaanse provincie Córdoba in de regio Andalusië met een oppervlakte van 356 km². In 2001 telde Belalcázar 3.680 inwoners.

## Demografische ontwikkeling
Bron: INE, 1857-2011: volkstellingen

## Geboren
- Sebastián de Belalcázar (1480-1551), conquistador